# Кильк, Август Михайлович
Август Михайлович (Михелевич) Кильк (эст. August-Alexander Kilk; 23 мая [4 июня] 1881 — 15 июля 1922) — офицер Русской императорской армии и Эстонской армии. Участник Первой мировой войны, кавалер ордена Святого Георгия 4-й степени.

## Биография
Август Кильк родился 23 мая 1881 года в Техельверской волости Дерптского уезда в семье лесничего Михкеля Адамовича Килька (10.07.1849 — 2.12.1905) и Анны Кильк (10.05.1852 — 10.08.1922). Учился в Юрьевском городском училище.
25 января 1900 года зачислен на военную службу рядовым на правах вольноопределяющегося в 107-й пехотный Троицкий полк. В следующем году поступил в Виленское пехотное юнкерское училище. 9 августа 1904 года из портупей-юнкеров Виленского пехотного юнкерского училища произведён в подпоручики, со старшинством с 10 августа 1903 года, с назначением в 9-й гренадерский Сибирский полк.
Во время Русско-японской войны в 1905 году находился на театре военных действий, в сражениях не был.
1 ноября 1907 года произведён в поручики, со старшинством с 10 августа 1907 года. В 1910 года пробовал поступить в Николаевскую академию Генерального штаба, но не прошёл поверочное испытание. 15 декабря 1911 года произведён в штабс-капитаны, со старшинством с 10 августа 1911 года. Служил младшим офицером 1-й роты.
17 июля 1914 года назначен командиром 3-й роты, во главе которой принял участие в Первой мировой войне. 24 марта 1915 года в боях на реке Нида ранен. 19 июля 1915 года у н.п. Куров у фольварка Олемпин был тяжело контужен. В дальнейшем получил второе ранение.
За отличия в летних боях 1915 года награждён орденом Святого Георгия 4-й степени:
За то, что, будучи в чине штабс-капитана, в боях 22—24-го июня 1915 года у д.д. Попковице и Залесье, командуя авангардом в составе 8-ми рот, под ураганным огнем сильнейшего противника, атаковал и овладел двумя линиями его окопов и отбил несколько сильных контр-атак, а когда неприятель прорвал его расположение, лично повел последний свой резерв в атаку, отбросил неприятеля, перешел сам в решительное наступление и штыковой атакой обратил противника в бегство, захватив при этом более тысячи пленных нижних чинов, тринадцать офицеров и пулемет.
19 сентября 1915 года произведён в капитаны, со старшинством с 10 августа 1915 года (вскоре даровано старшинство с 10 августа 1914 года). 3 сентября 1916 года произведён в подполковники, со старшинством с 22 апреля 1916 года, и назначен начальником хозяйственной части полка.
25 января 1917 года назначен председателем эксплуатационной комиссии 25-го армейского корпуса. С апреля 1917 года — помощник командира полка. Старшинство в чине подполковника установлено с 16 сентября 1915 года.
После начала формирования эстонских национальных частей осенью 1917 года прибыл в Эстонию, некоторое время исправлял должность командующего 4-м Эстонским полком. В 1918 году во время немецкой оккупации Прибалтики бежал в Россию, арестован большевиками, содержался в тюрьме. Осенью 1920 года вернулся в Эстонию. 28 октября 1920 года назначен преподавателем Республиканского военного училища (эст. Vabariigi Sõjakool). 10 января 1922 года назначен штаб-офицером для поручений при военном министре.
Умер в Таллине 15 июля 1922 года, похоронен на кладбище прихода Каарли.

## Награды
За время службы Август Кильк был удостоен многочисленных наград:
- орден Святого Станислава III степени (приказ главнокомандующего 23 ноября 1905 года, утверждено высочайшим приказом 17 октября 1906 года)
 — за отлично-усердную службу и труды, понесенные во время военных действий.
- орден Святой Анны III степени (высочайший приказ 5 февраля 1913 года, со старшинством с 6 декабря 1912 года)
- орден Святого Станислава II степени с мечами (высочайший приказ 30 января 1915 года)
- орден Святой Анны II степени с мечами (высочайший приказ 26 апреля 1915 года)
- орден Святого Владимира IV степени с мечами и бантом (приказ главнокомандующего Западным фронтом, утверждено высочайшим приказом 4 апреля 1916 года)
- орден Святой Анны IV степени с надписью «За храбрость» (приказ 4-й армии, утверждено высочайшим приказом 3 июля 1916 года)
- мечи и бант к ордену Святой Анны III степени (приказ 4-й армии, утверждено высочайшим приказом 3 июля 1916 года)
- мечи и бант к ордену Святого Станислава III степени (приказ 4-й армии 12 января 1916 года, утверждено высочайшим приказом 20 февраля 1917 года, объявлено в дополнении к приказу армии и флоту 4 марта 1917 года)
- орден Святого Георгия IV степени (приказ 4-й армии 21 сентября 1916 года № 3433, утверждено приказом армии и флоту 3 апреля 1917 года)

## Семья
Август Кильк был женат, имел сына (род. 1912) и дочь.